# Жаба червоновуха
Жаба червоновуха (Hylarana erythraea) — вид земноводних з роду Hylarana родини Жаб'ячі.

## Опис
Загальна довжина досягає 3—7,5 см. Спостерігається статевий диморфізм: самиці більші за самців. Відрізняється стрункою статурою, має виразні пластинки для прилипання на пальцях обох пар кінцівок. шкіра гладенька. Зверху зелена з металевим блиском, з боків темно-коричнева. Поздовжні складки спини у цієї жаби сріблясто-білі, барабанна перетинка червона. звідси походить назва цієї жаби. Черево білого забарвлення. Верхня половина райдужної оболонки золотаво-жовта, нижня вогняно-червона.

## Спосіб життя
Полюбляє болотах, низовини, вологі гірські ліси, озера, рисові поля. Зустрічається на висоті 1200 м над рівнем моря. Активна вночі. Живиться комахами.
Сезонність в розмноженні не виражена. У самців зміни в інтенсивності сперматогенез у розвитку шлюбних мозолів протягом року незначні. У самиць також протягом усього року виявлено яйця на різних стадіях дозрівання. Проте відсоток самиць й самців, готових до розмноження, змінюється у різні місяці від 10 до 50.

## Розповсюдження
Мешкає в Індокитаї, Малайзії, Брунеї, на островах Суматра, Ява, Калімантан, (Індонезія) Сулавесі, Негрос й Панай (Філіппіни).